# کاکایی دم‌سیاه
کاکایی دم‌سیاه (نام علمی: Larus crassirostris) نام یک گونه از سرده کاکایی است.